# ヴォイツェク (1979年の映画)
『ヴォイツェク』（Woyzeck）は、1979年の西ドイツのドラマ映画。監督はヴェルナー・ヘルツォーク、出演はクラウス・キンスキーとエーファ・マッテスなど。19世紀初頭にドイツ・ライプツィヒで実際に起きた殺人事件をもとに劇作家ゲオルク・ビューヒナーが草稿を執筆した未完の戯曲『ヴォイツェック』を映画化した作品である。主人公の情婦マリーを演じたエーファ・マッテスが第32回カンヌ国際映画祭で助演女優賞を受賞している。

## ストーリー
ほぼ原作通りの内容であるが、阿呆のカールが登場しないなどの違いがある。また、主人公ヴォイツェクが殺人に使用した短刀を泉に投げ捨てて自らも水の中に入った後の消息が描かれないまま、警官らが殺人現場を検証する場面で映画は終了する。

## キャスト
- フランツ・ヴォイツェク: クラウス・キンスキー
- マリー: エーファ・マッテス（ドイツ語版）
- アンドレス: ポール・ブリアン（ドイツ語版）
- 大尉: ヴォルフガング・ライヒマン（ドイツ語版）
- 医師: ヴィリー・ゼンメルロッゲ（ドイツ語版）
- 鼓手長: ヨーゼフ・ビアビヒラー（ドイツ語版）

## 作品の評価
Rotten Tomatoesによれば、13件の評論のうち高評価は85%にあたる11件で、平均点は10点満点中7.29点となっている。